# Cap Norman
Le cap Norman (anciennement Cap Normand) est une avancée de terre sur la côte nord de Terre-Neuve au Canada.

## Géographie
Le cap Norman est une avancée située au nord de la Grande Péninsule du Nord de l'île de Terre-Neuve. Ce cap marque la partie orientale du détroit de Belle Isle, situé à l'ouest du cap Bauld situé au nord de l'île Quirpon.

## Historique
Le navigateur John Cabot l'aurait contourné en 1497.
Sur une carte marine française de 1713, le cap porte le nom de "Cap Dordois". Sur une autre carte marine de 1744, il est dénommé "Cap Normand". Finalement il fut par la suite anglicisé en "Cap Norman".
Sur la carte marine de Marc Lescarbot de 1609, on distingue à la fois deux caps, le "Cap Double" et le "Cap Razé" situé sur une petite île.
Le cap fut signalé par un premier phare en bois construit en 1870. 

## Liens externes

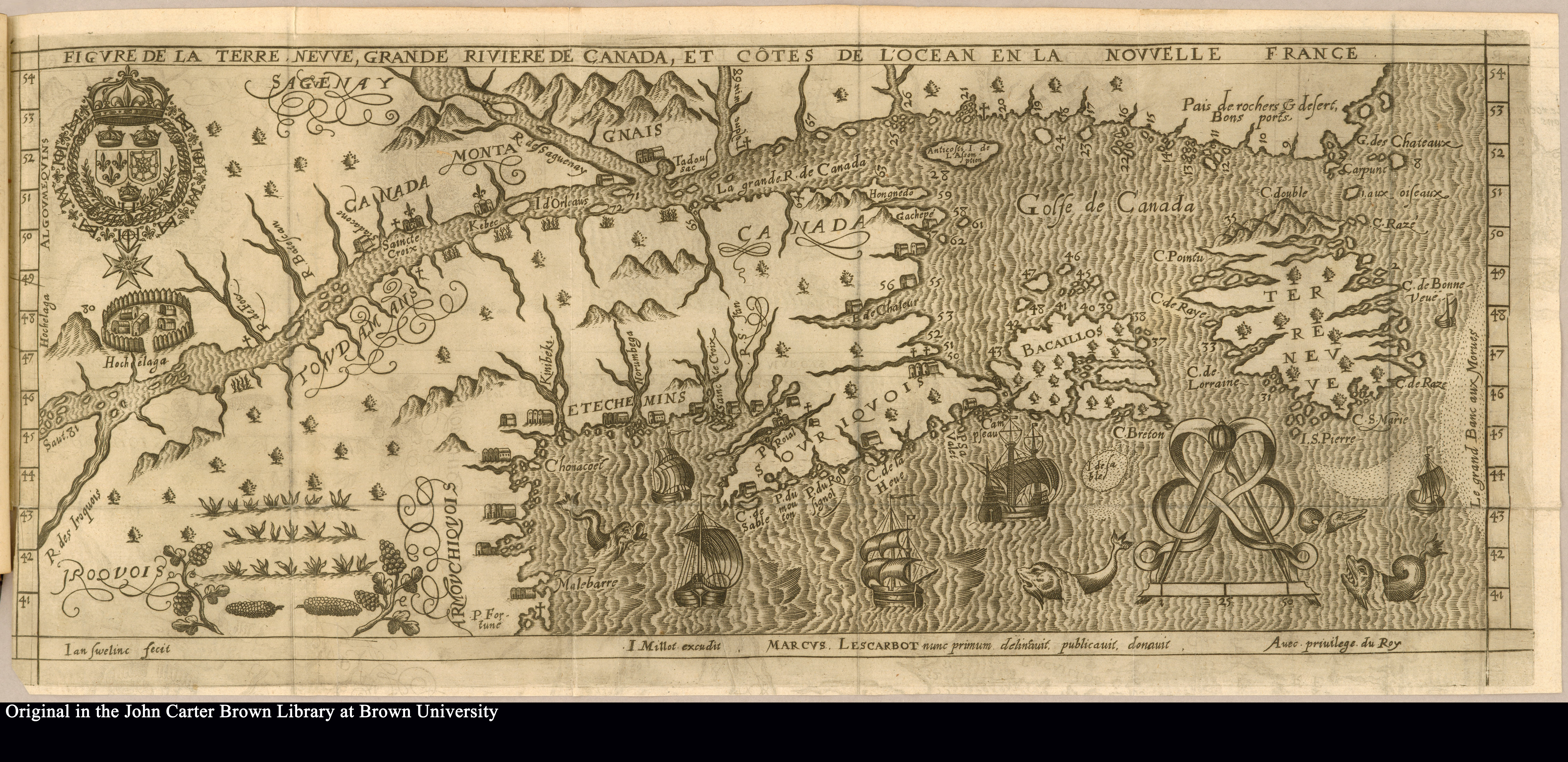
Figvre de la terre nevve, grande riviere de Canada, et côtes de l'ocean en la Novvelle France 1609, carte de Marc Lescarbot de 1609. On peut y remarquer l'emplacement du Cap Double et du Cap Razé